# 2-Vinylpyridin
2-Vinylpyridin ist eine chemische Verbindung aus der Gruppe der Pyridine.

## Gewinnung und Darstellung
2-Vinylpyridin 3 kann durch Reaktion von 2-Methylpyridin 1 mit Formaldehyd 2 und anschließende Dehydratisierung gewonnen werden.
Die Verbindung kann auch ausgehend von Acrylnitril durch Reaktion mit Ethin in Gegenwart eines Organocobaltkatalysators gewonnen werden:
1887 synthetisierte Albert Ladenburg 2-Vinylpyridin erstmals, beschrieb aber keinen genauen Reaktionsweg.

## Eigenschaften
2-Vinylpyridin ist eine hellrotbraune Flüssigkeit mit stechendem Geruch, die wenig löslich in Wasser ist.

## Verwendung
2-Vinylpyridin wird bei der Herstellung von Poly(2-vinylpyridin) durch radikalische Polymerisation sowie anderen Polymeren verwendet. Es wird auch zur Verbesserung der Wirksamkeit von Polymerschutzschichten auf Metallen eingesetzt und dient auch als Ausgangsmaterial für einen Kunststoff der wiederum zur Herstellung von Pharmazeutika und Bio-Compounds verwendet wird.

## Sicherheitshinweise
Die Dämpfe von 2-Vinylpyridin können mit Luft ein explosionsfähiges Gemisch (Flammpunkt 47 °C, Zündtemperatur 440 °C) bilden.